# Freston
Freston är en by (village) och en civil parish i Babergh, Suffolk i östra England. Orten har 122 invånare. Den har en kyrka.